# Aiuto al galleggiamento
L'aiuto al galleggiamento è un genere specializzato del giubbotto di salvataggio, obbligatorio in attività come sci nautico, canoa, kayak e altro.
È pensato come un supporto più che come dispositivo salva vita, e presenta differenze fondamentali rispetto ad altri dispositivi salvagente. È importante ricordare che questo dispositivo non fornisce lo stesso livello di protezione di un giubbotto di salvataggio essendo solamente di 50N (Newton). Per questo è particolarmente importante non utilizzarlo come sostituto di quest'ultimo, specialmente quando viene fornito a bambini piccoli o a non nuotatori.
Gli aiuti al galleggiamento sono progettati con il fine di offrire la massima mobilità. Un galleggiante che non si adatta perfettamente al torso può causare stanchezza o movimenti errati. Generalmente, quindi, gli aiuti hanno galleggianti su petto e schiena e ne sono invece sprovvisti ai lati del busto, per lasciare più libertà di movimento alle braccia.

## Tipi di aiuto al galleggiamento
Tutti gli aiuti al galleggiamento  sono composti da galleggianti fissi, invece che da galleggianti gonfiabili come alcuni salvagente. Questo elimina la possibilità che il dispositivo si rompa o che non possa essere attivato per subitaneo stato di incoscienza della vittima. 
Il materiale galleggiante usato è generalmente PVC a cellule chiuse, anche se ad oggi alcuni produttori si stanno indirizzando verso materiali meno tossici e maggiormente riciclabili. Nel passato il design costruttivo prevedeva coste di galleggiante affiancate in verticale che coprivano tutto il torace, mentre oggi ci si orienta su galleggianti anteriori e posteriori, con fianchi liberi per permettere un movimento di braccia meno costretto. La maggior parte degli aiuti al galleggiamento si basa su uno dei seguenti tre design:
- giubbotto intero: il dispositivo può essere indossato e sfilato solo facendolo passare dalla testa e dalle spalle;
- giubbotto con zip frontale:  il dispositivo si può indossare come una normale giacca con la chiusura lampo frontale. Questo design penalizza leggermente la galleggiabilità frontale in quanto richiede due galleggianti separati dalla zip centrale;
- giubbotto con zip laterale: quest'ultimo tipo è un incrocio tra i due precedenti, dove la zip passa su un lato invece che in mezzo alla placca di galleggiamento. L'apertura aggiuntiva su un lato rende il giubbotto più facile da indossare, rendendo la placca frontale unica.

Tutti gli aiuti al galleggiamento includono un sistema di cinghie per stringere il giubbotto al petto, prevenendo così la possibilità che questo sfugga in acqua. Molti aiuti al galleggiamento per le attività d'acqua bianca hanno numerose regolazioni su spallacci e cintura, per assicurare al portatore che il giubbotto non sia scalzato in caso di acque turbolente. Includono spesso anche tasche per riporre equipaggiamento o attrezzature di sicurezza e soccorso. Alcuni giubbotti nelle fasce di prezzo più basso offrono una sola regolazione in cintura, senza particolare attenzione all'ergonomia, e sono indicati per attività acquatiche generiche più che per uno specifico uso canoistico.
Sul mercato si trova una grande varietà di forme di giubbotti, che copre qualunque genere di fisico e di attività. È importante avere un aiuto al galleggiamento che vesta bene e garantisca una buona mobilità ed anche che il dispositivo scelto sia compatibile per il tipo e il grado di difficoltà che si intende affrontare. Ogni disciplina ha necessità diverse e, nonostante un aiuto al galleggiamento possa essere utilizzato per l'una o per l'altra, bisogna tenere conto di alcuni fattori.

### Canoa slalom, discesa e polo
Questi aiuti al galleggiamento sono progettati per offrire la massima mobilità, anche sacrificando una leggera parte della spinta di galleggiamento. La caratteristica ricercata dai produttori di giubbotti da slalom  e discesa è quella di massima ergonomia sul busto, con spazio abbondante intorno alle spalle per permettere la massima libertà  di pagaiata, che è vitale anche nella canoa polo e nel rodeo. Il giubbotto da canoa polo deve avere, da regolamenti, un galleggiante protettivo anche sui fianchi, col risultato finale di essere leggermente più ingombrante. Questi giubbotti potrebbero essere poco adatti all'uso in acqua mossa, dove l'ambiente più ostile richiederebbe caratteristiche più conservative. Alcuni salvagenti da slalom hanno parte del materiale galleggiante sotto il paraspruzzi all'interno del pozzetto della canoa.

### Alto corso
Il dispositivo utilizzato in questa disciplina non si limita a fungere unicamente da aiuto al galleggiamento, ma può essere predisposto anche per essere utilizzato come imbragatura in diverse manovre di soccorso. Aumenta leggermente l'ingombro rispetto ai dispositivi puramente sportivi, ma sempre in maniera da non limitare eccessivamente la mobilità dell'utilizzatore. 